# Sue Gardner
Sue Gardner (1967) és una periodista canadenca i va ser directora executiva de la Fundació Wikimedia a San Francisco. Prèviament havia estat la directora del web de la Canadian Broadcasting Corporation (CBC).
Gardner va dimitir de la CBC el maig del 2007 i poc després, va començar a assessorar a altres projectes com a consellera especial en operacions i govern. Va ser contractada com a directora executiva de la Fundació Wikimedia el desembre de 2007. En els dos anys següents, va haver de controlar el creixement del staff, inclosa l'entrada de l'equip de recaptació de fons, i la mudança de les oficines de Tampa (Florida) a San Francisco.
L'octubre de 2009, Gardner va ser nomenada pel diari en línia Huffington Post com un dels deu personatges "transformadors del joc dels mitjans de comunicació de l'any" per la seva incidència en els nous mitjans arran de la seva tasca a la Wikimedia.
El març de 2013 va anunciar que deixaria el seu lloc dins la Fundació Wikimedia quan es trobés algú qui la reemplacés. Finalment el 2014 fou substituïda per Lila Tretikov.